# Dindica pallens
Dindica pallens là một loài bướm đêm trong họ Geometridae.